# Hermandad de Monte-Sion

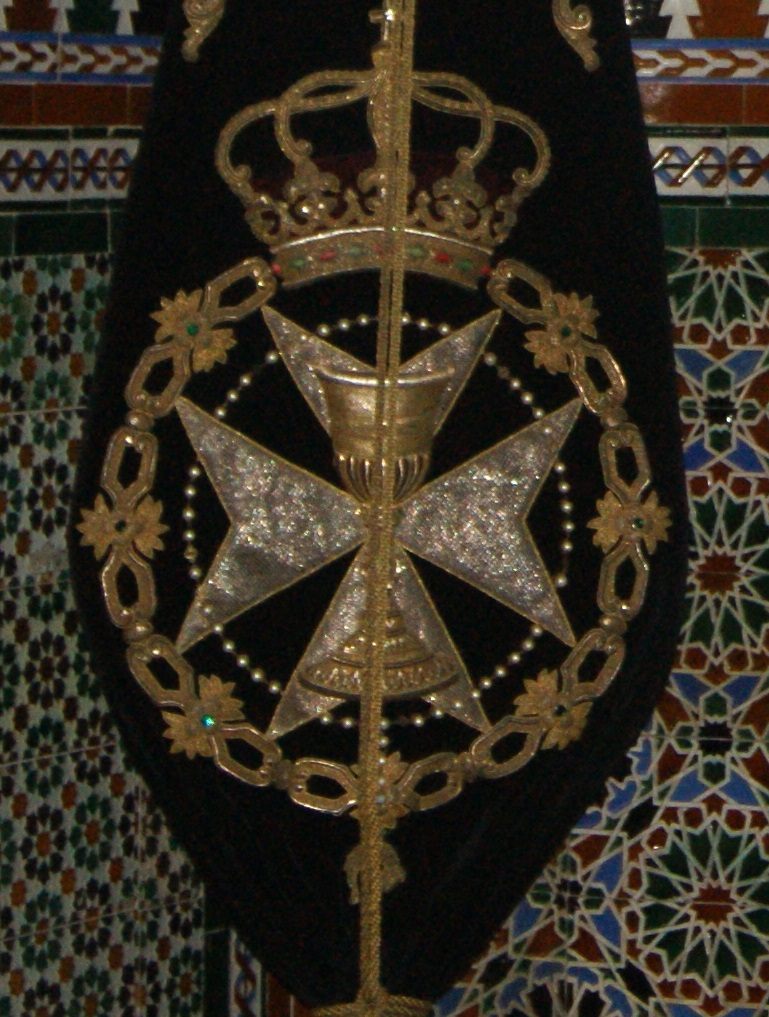
Escudo que aparece en el estandarte de la hermandad

La Hermandad de Monte-Sión es una cofradía de católica de Sevilla, Andalucía, España. Tiene su sede canónica en la capilla de Monte-Sión, en la calle Feria. Su nombre completo y oficial es Pontificia, Real, Ilustre y Antigua Hermandad Dominica y Archicofradía de Nazarenos de la Sagrada Oración de Nuestro Señor Jesucristo en el Huerto, Santísimo Cristo de la Salud, María Santísima del Rosario en sus Misterios Dolorosos Coronada y Santo Domingo de Guzmán.
Es la hermandad con advocación a la Virgen del Rosario más antigua de la ciudad y su imagen titular fue coronada canónicamente en el año 2004.

## Historia

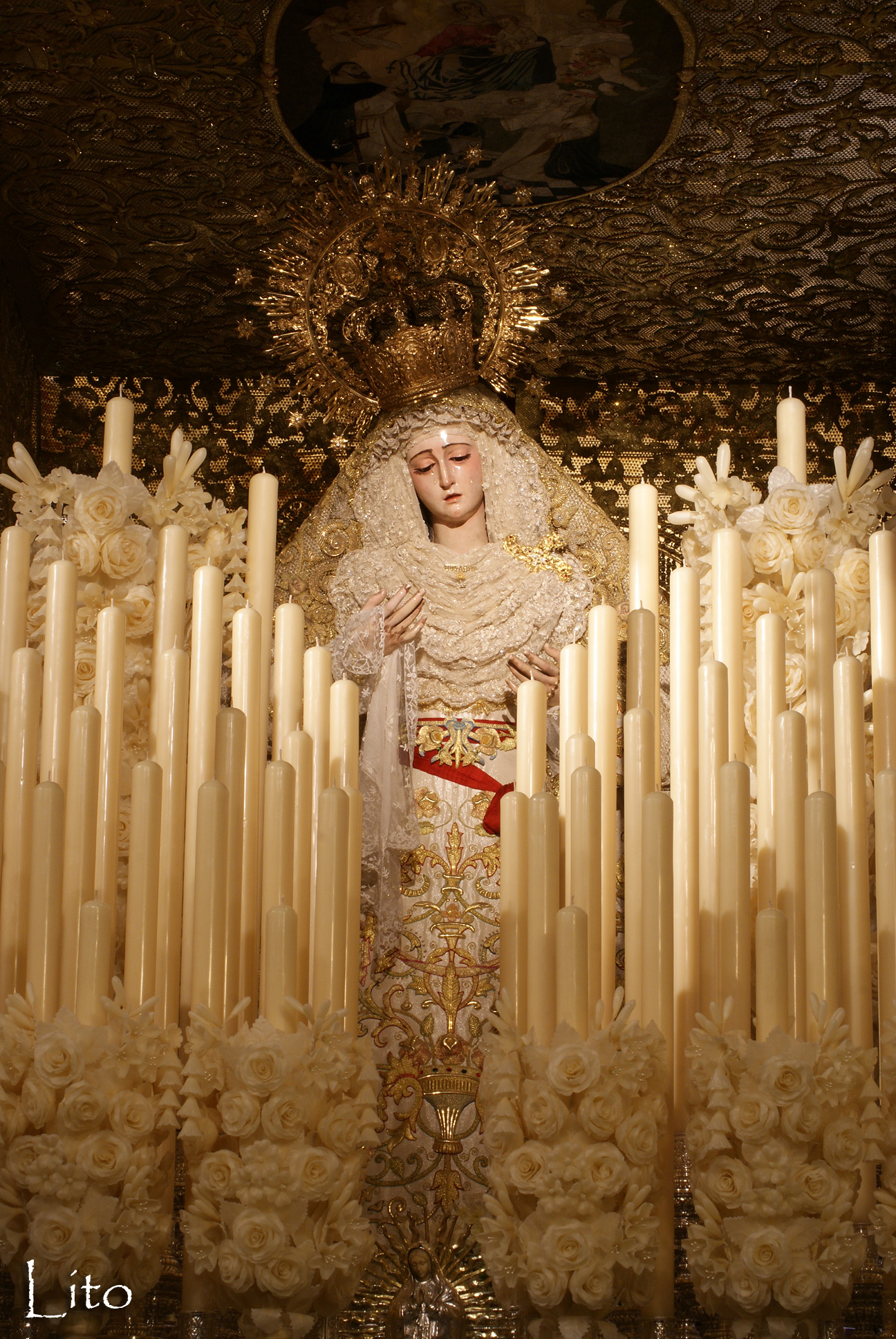
Palio de la Virgen del Rosario

La hermandad fue fundada en el año 1560, fruto de la unión de dos cofradías diferentes: por un lado una de gloria con advocación a la Virgen del Rosario con sede en el convento carmelita de Belén, y otra de penitencia fundada en el Hospital de las Cinco Llagas que veneraba el misterio de la Oración de Jesús en el Huerto, y a la que pertenecían los armadores de buques que realizaban las travesías a América. 
En 1577 edificó su capilla junto al presbiterio de la iglesia del convento de Santa María de Monte-Sión. En 1578 concertó con el escultor Jerónimo Hernández de Estrada las cinco imágenes del misterio de la Oración en el Huerto, y en 1675 una devota legó en testamento a la hermandad 400 reales para contribuir en la hechura de la cabeza del Cristo, que debió ser realizado por Pedro Roldán.
El 14 de octubre de 1588 fueron aprobadas sus primeras reglas, y en la reducción de cofradías ordenada por Felipe IV de España se unió a la cofradía de la Piedad, de la parroquia de Santa Marina, y a la del Socorro. En 1697 el papa Inocencio XII le concedió el título de "pontificia", y su capilla fue incorporada a la archibasílica de San Juan de Letrán en Roma, obteniendo por ello los fieles que la visiten los días de Domingo de Ramos, Cena del Señor, Sábado Santo y fiesta de San Juan Apóstol y Evangelistas, indulgencia plenaria de todos sus pecados.
Aunque en 1783 Carlos III suprimió las hermandades gremiales, siempre quedó la vinculación de determinados oficios con determinadas advocaciones, y Monte-Sión se asoció siempre con los patronos de barcos.
En 1857 acordó fusionarse con la Hermandad de la Pasión, aunque dos años más tarde volvió a ser independiente. En el siglo XIX tuvo lugar la vinculación de la familia Real Española con la hermandad, y en 1866 ya figuraban entre sus hermanos Antonio de Orleans y Luisa Fernanda de Borbón, duques de Montpensier y sus hijos, como la reina María de las Mercedes de Orleans. Posteriormente ingresaron Isabel II de España, Alfonso XII de España y María Cristina de Habsburgo-Lorena, quien incorporó sus armas al escudo de la hermandad, o la reina Victoria Eugenia de Battenberg, obteniendo con estos hermanos el título de real.
En 1936, con motivo de la guerra civil española su capilla fue saqueada, perdiendo buena parte del patrimonio que custodiaba, destacando la imagen del Cristo de la Salud y las de los apóstoles del paso; el resto de imágenes no tuvieron el mismo final por no encontrarse en la capilla. Entonces cambió su sede a la iglesia de San Martín. En 1952, una vez restaurada su capilla de la calle Feria, volvió nuevamente a instalarse en su sede canónica, donde permanece en la actualidad.
En 1954 Luis Ortega Bru talló para esta hermandad un crucificado, el Cristo de la Salud, que es titular de la misma.
La Virgen del Rosario fue coronada canónicamente el 31 de octubre de 2004 por Carlos Amigo Vallejo, cardenal-arzobispo de Sevilla. En la noche de ese día realizó una Procesión Triunfal de regreso a su Capilla, no obstante, la aparición de lluvia hizo que tuviera que refugiarse en la Iglesia de la Anunciación, desde donde regresó en la mañana del día siguiente.

## Misterio de la Oración en el Huerto

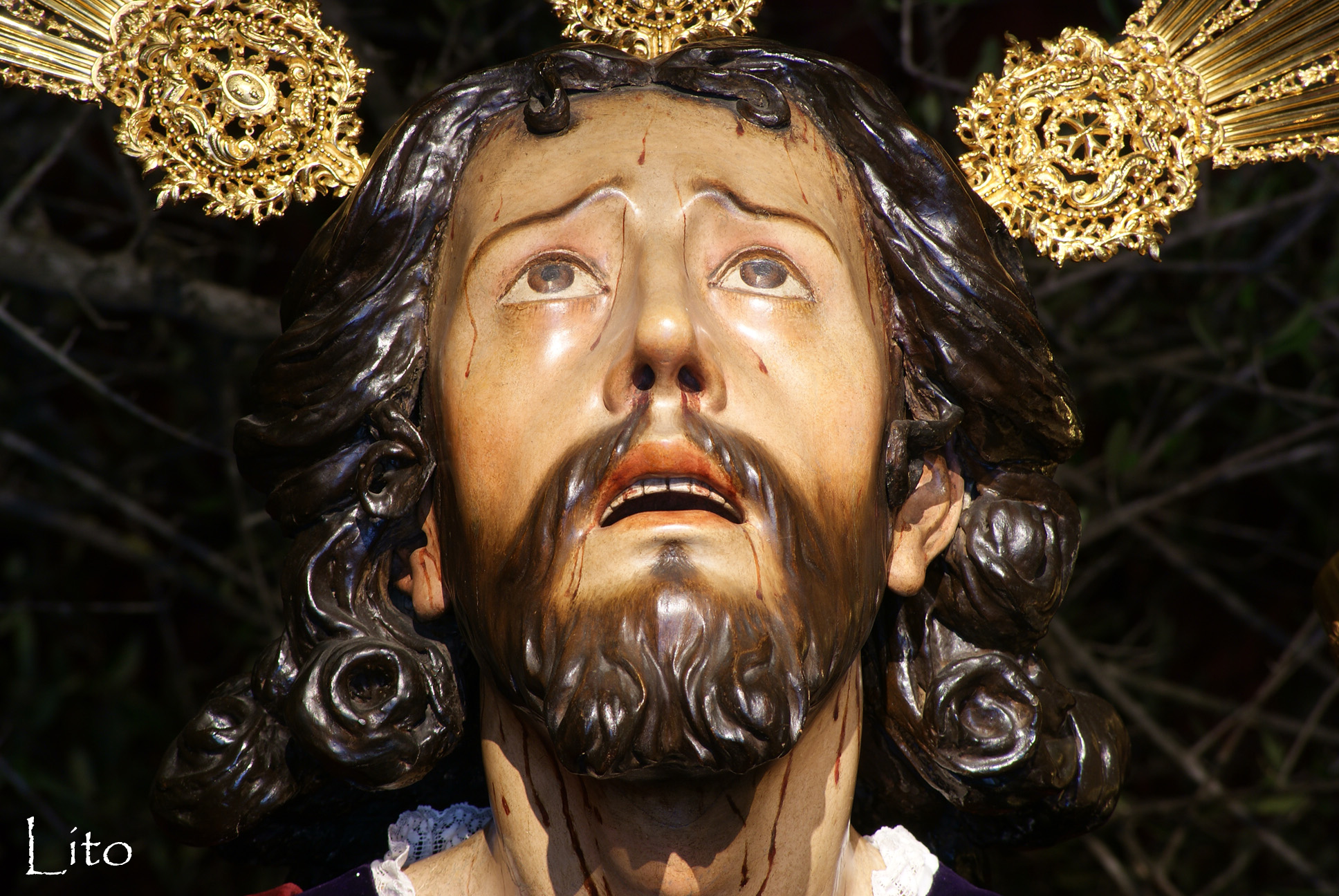
Jesús de la Sagrada Oración en el Huerto

El grupo escultórico del misterio de la Oración en el Huerto representa el momento en el que Jesucristo acudió a rezar al huerto de Getsemaní, acompañado de los apóstoles, que en lugar de orar se quedaron dormidos. En el paso se representa a Jesús, confortado por un ángel, y detrás de éste aparecen San Juan, San Pedro y Santiago bajo un olivo. 
En 1578 le encargaron a Jerónimo Hernández de Estrada las imágenes de Jesús, San Juan, San Pedro, Santiago y un ángel con un  cáliz. En 1675 se encargó un nuevo misterio completo, incluida la imagen del Señor, a Pedro Roldán. En 1832 se sustituyó la cabellera de pelo natural de la figura por otra modelada en estopa y pasta. El cuerpo de Jesús siguió siendo de candelero hasta que en 1942 Antonio Castillo Lastrucci le hizo un cuerpo completo.
Las esculturas de los apóstoles debieron perderse en el siglo XIX porque en 1882 realizó unas nuevas Vicente Hernández Couquet. Estas se perdieron en 1936. En 1950 fueron realizadas unas nuevas por Castillo Lastrucci.

### Paso de misterio
El paso es de estilo neobarroco, iluminado por candelabros de guardabrisas. El canasto fue tallado en 1955 y estrenado dos años más tarde. Fue restaurado entre 1985 y 1987 por los talleres de Manuel Calvo Camacho y en 1988 se incorporaron cuatro camarines con esculturas de los evangelistas, obra de Ricardo Rivera.

## Virgen del Rosario

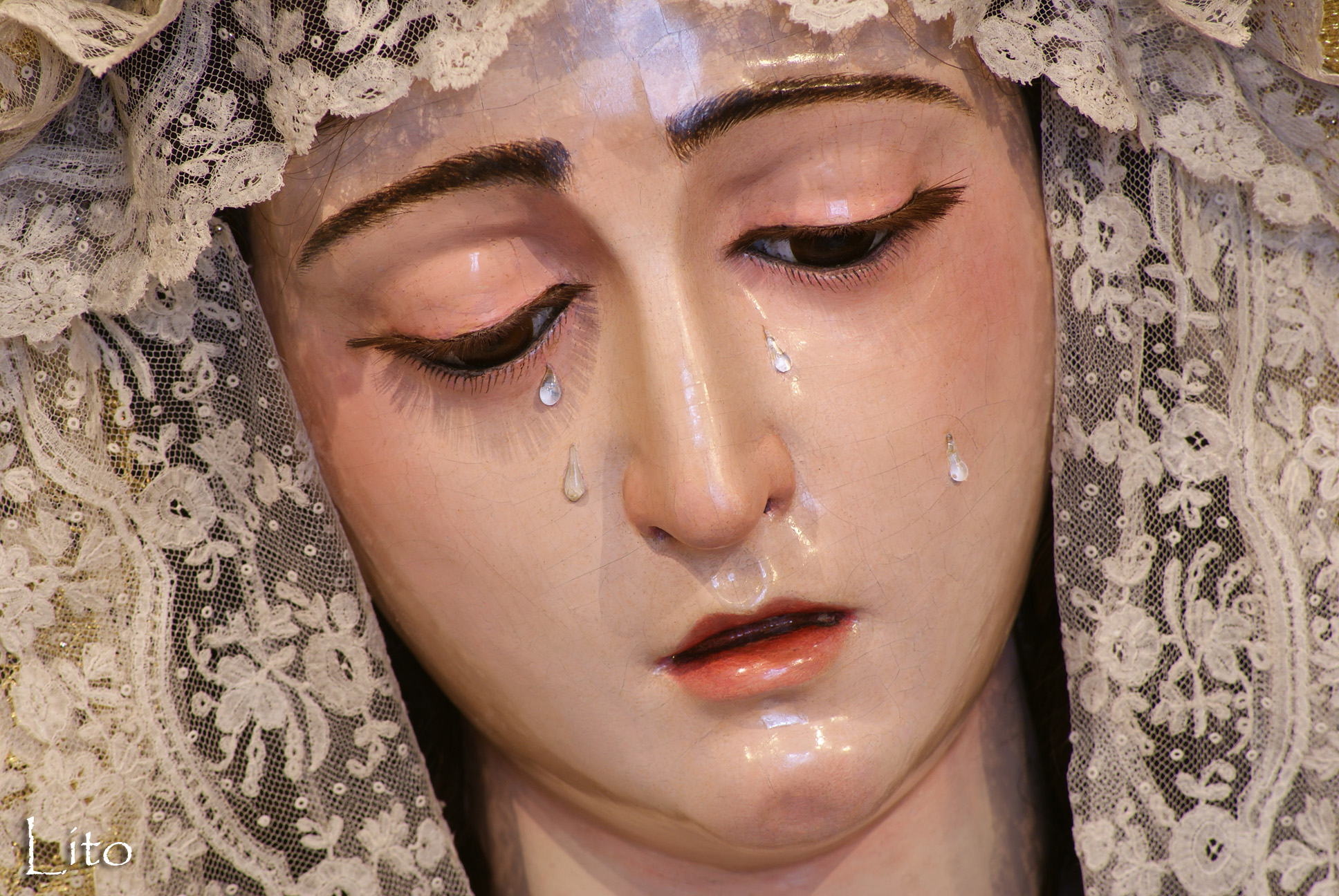
Virgen del Rosario.

El segundo paso de la hermandad custodia bajo palio a la imagen de la Virgen del Rosario, una obra de escultor anónimo de finales del siglo XVI  o principios del siglo XVII. El ajuar de la Virgen cuenta con un manto blanco bordado en oro en el cual se recoge la cintura a bullones desde 1921. También porta una saya de su coronación y un manto liso de tisú de plata.
Porta una corona de oro labrada por Ramón León para la coronación canónica, que tuvo lugar el 31 de octubre de 2004. Fue restaurada en 2016 por Pedro Manzano.

### Paso de palio
El techo de palio y bambalinas son de malla bordadas en oro la gloria del palio representa a la Virgen del Rosario en el momento de la aparición a Santo Domingo de Guzmán. Tiene orfebrería en plata de ley con candelabros de cola y candelería. La peana y los respiraderos también son de plata de ley y fue restaurado completamente en el año 2003. Destacan los doce rosarios de plata que cuelgan de los varales.

## Cultos
La Hermandad, al cabo de todo el año, celebra en honor a sus Titulares los siguientes cultos:
- A la Santísima Virgen del Rosario:
  - Devoto Besamanos. El 7 de octubre, día de su festividad.
  - Función Solemne. El 7 de octubre, día de su festividad.
  - Septenario y Función Principal de Instituto. En el mes de octubre.
  - Rosario de la Aurora. La mañana del día 1 de noviembre.

- Al Señor Orando en el Huerto:
  - Quinario y Función Solemne. Después de la Epifanía y con anterioridad a la Estación de Penitencia.
  - Devoto Besapiés. Finalizado el Quinario y con anterioridad a la Estación de Penitencia.

- Al Santísimo Cristo de la Salud:
  - Función Solemne. El 14 de septiembre, festividad de la Exaltación de la Santa Cruz.
  - Via Crucis. En Cuaresma.
  - Devoto Besapiés. En Cuaresma.

- Al Santísimo Sacramento:
  - Procesión del Corpus Christi. Participación corporativa de la Hermandad.

- A Santo Domingo de Guzmán:
  - Solemne Misa. En el mes de mayo, con motivo de la festividad de su Traslación.

- Otros cultos:
  - Misa de Hermandad. Todas las semanas.
  - Misa en conmemoración de la dedicación de la Basílica de San Juan de Letrán. En el mes de noviembre.
  - Misa Réquiem por los hermanos difuntos. En el mes de noviembre.

## Túnicas
Las túnicas son de lana de merino beige o similar, igual que la capa, antifaz de terciopelo negro y cíngulo negro. Las túnicas de los nazarenos son similares al hábito de los frailes dominicos.

## Paso por la carrera oficial
| Predecesor: Las Cigarreras | Orden de entrada en carrera oficial (Jueves Santo) 4.º lugar | Sucesor: La Quinta Angustia |